# Hongkong Post

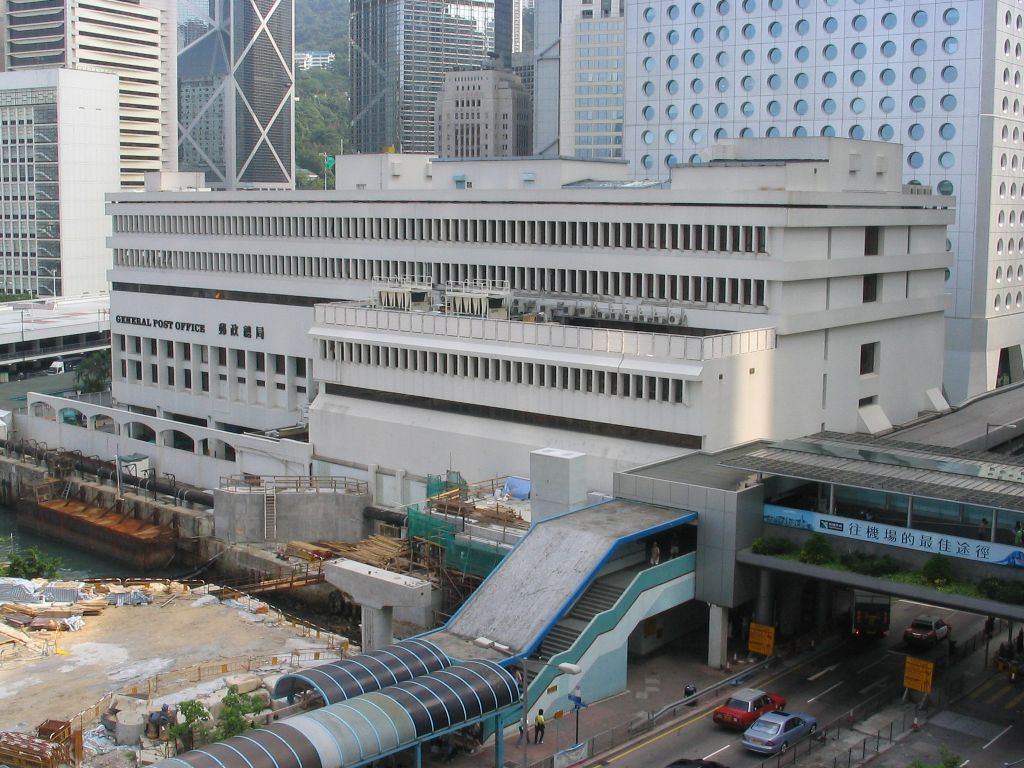
Hauptpostamt und Sitz (2006)

Hongkong Post (chinesisch 香港郵政, Pinyin Xiānggǎng Yóuzhèng, Jyutping Hoeng1 Gong2 Jau4 Zing3) ist das staatliche Postunternehmen Hongkongs. Es hat seinen Sitz im General Post Office im Stadtteil Central.

## Geschichte

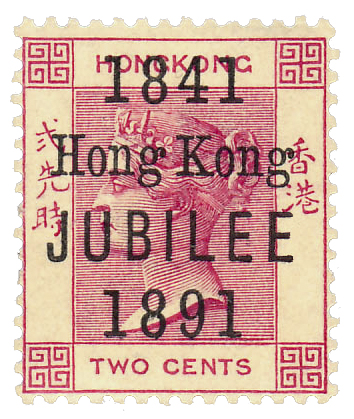
Jubiläums-Briefmarke von 1891

Das Unternehmen geht zurück auf die britische Post in China, die unter der Royal Mail 1841 das erste Postamt der Stadt in Central eröffnete und bis 1860 unter ihrem Namen betrieb. Anschließend fand eine Umbenennung in Hongkong Post statt und die ersten Briefmarken Hongkongs erschienen 1862. Diese zeigten das Porträt Victorias und waren ab 1864 verpflichtend zu verwenden. Etwa 100 Jahre lang waren Abbildungen der jeweiligen Monarchen auf den Briefmarken üblich und erst ab den 1960ern wurden andere Motive eingeführt. Ab 1936 wurde Luftpost angeboten; bis dato waren Sendungen Richtung England über die Transsibirische Eisenbahn befördert. 1877 wurde Hongkong Mitglied des Weltpostvereins (UPU), wo es heute als Hong Kong, China Teil der chinesischen Delegation ist. Darüber hinaus ist das Unternehmen Mitglied der Asian-Pacific Postal Union (APPU) sowie der Asia Pacific Post Cooperative. 1980 wurde ein Briefzentrum für die internationale Abwicklung in Hung Hom eröffnet, 1998 folgte eines am neuen Flughafen Hongkong. 1989 wurde im Hauptpostamt eine Postsortieranlage installiert. 2014 wurde in Kowloon Bay das Central Mail Centre eröffnet, das das Briefzentrum von Hung Hom und die Sortieranlage aus dem Hauptpostamt ersetzt. Perspektivisch ist auch die Verlegung des General Post Office nach Kowloon Bay vorgesehen.

## Produkte
Neben der üblichen Beförderung von Briefen und Paketen bietet Hongkong Post unter anderem einen Kurierdienst und unter dem Namen SpeedPost Express Mail Service an. Außerdem besteht eine eigene Abteilung für die Vermarktung philatelistischer Produkte. Das Unternehmen tritt außerdem als Zahlungsdienstleister auf und bietet gesonderte Dienste für Unternehmen. Im Geschäftsjahr 2018/19 wurden 907 Millionen lokale Briefe, 286 Millionen ins Ausland und 790.000 Pakete befördert. Hongkong Post verfügte im April 2019 über 124 Postfilialen, davon befinden sich 30 auf Hong Kong Island, 35 in Kowloon und 56 in den New Territories und im Islands District. Hinzu kommen drei „mobile Postfilialen“, die nach einem festen Fahrplan abgelegenere Gebiete abfahren.